# WWE Universal Championship
Die WWE Universal Championship (zu deutsch WWE Universal Meisterschaft) war einer der wichtigsten Wrestlingtitel der US-amerikanischen Promotion World Wrestling Entertainment (WWE) und wird an männliche Wrestler des SmackDown-Rosters vergeben. Vom 3. April 2022 2024 bis 7. April 2024 bildete der Titel gemeinsam mit der WWE Championship die Undisputed WWE Championship. Obwohl beide Titel ihre individuellen Abstammunglinien behielten wurde die Undisputed Championship als ein Titel verteidigt.
Die zu Ehren der WWE-Fans benannte Meisterschaft, wurde am 25. Juli 2016 als höchster Titel von Raw ins Leben gerufen. Der Grund für die Einführung der Meisterschaft war die Wiedereinführung des Brand-Split, da beim Draft am 19. Juli 2016 die WWE Championship, der ursprüngliche Welttitel der WWE, exklusiv zu SmackDown wechselte. Der erste Universal Champion war Finn Bálor. Seit der Einführung wurde der Titel im Main-Event mehrere Pay-per-View-Events verteidigt, darunter bei fünf aufeinanderfolgende SummerSlam Events von 2017 bis 2021, sowie bei WrestleMania 34, 37, 38, 39 und 40.

## Geschichte

### Einführung als Welt-Schwergewichtstitel von Raw
Am 25. Mai 2016 gab die WWE durch eine Pressemitteilung bekannt, dass der Roster Split (auch: Brand Extension), die 2002 eingeführt und Ende 2011 eingestellt wurde, zurückkehren wird. Der WWE Draft fand am 19. Juli 2016 bei SmackDown statt. Nachdem der Titelträger der WWE Championship Dean Ambrose nach SmackDown gedraftet wurde, blieb Raw ohne eigenen Weltschwergewichtstitel. Als Dean Ambrose seinen Titel am 24. Juli 2016 bei dem Pay-per-View Battleground in einem Triple-Threat-Match erfolgreich gegen die Raw-Wrestler Seth Rollins und Roman Reigns verteidigte, blieb Raw endgültig ohne einen Haupttitel.
Bei der darauf folgenden Raw-Ausgabe am 25. Juli 2016 gaben die Commissionerin Stephanie McMahon und der General Manager Mick Foley bekannt, dass Raw einen neuen Haupttitel bekommen, und, dass der Titel nach der WWE-Fangemeinde, dem WWE Universe benannt werden und daher den Namen WWE Universal Championship tragen wird. Ebenfalls wurde bekannt gegeben, dass es am 21. August 2016 beim SummerSlam ein Match zwischen Seth Rollins und einem weiteren Raw-Superstar geben werde, um den ersten Träger dieses Titels zu krönen. Seth Rollins war als erster Draft-Pick des Raw-Rosters gesetzt. Sein Gegner wurde durch zwei Fatal-Four-Way-Matches am selben Abend ermittelt. Das erste davon gewann Finn Bálor, während Roman Reigns das zweite für sich entschied. Im Main Event derselben Raw-Ausgabe trafen schließlich Bálor und Reigns in einem Match aufeinander, um den Herausforderer von Seth Rollins beim SummerSlam zu ermitteln. Finn Bálor konnte das Match für sich entscheiden, womit er sich für das Titelmatch qualifizierte.
Beim SummerSlam am 21. August 2016 fand das Titelmatch zwischen Bálor und Rollins statt, welches Bálor für sich entscheiden durfte und somit zum allerersten WWE Universal Champion gekürt wurde. Im Vorfeld des Matches wurde das Gürteldesign enthüllt. Das Design der WWE Universal Championship ist ähnlich dem der WWE Championship. Der Gürtel ist allerdings in der Rotfarbe der besitzenden Show Raw gehalten. Wie die WWE Championship zeigt er als Hauptmotiv ein diamantenbesetztes WWE-Logo, lediglich steht unter dem eigentlichen Logo nun „Universal Championship“. Die beiden Seitenplatten zeigen ebenfalls das WWE-Logo. Dabei kam es zu sehr negativen Fanreaktionen, welche auch das darauf folgende Match beeinflussten. Im Anschluss an die Show beschäftigte sich unter anderem der General Manager von Raw, Mick Foley, mit den Geschehnissen bei der Veranstaltung und zeigte sich sehr unglücklich über die Reaktionen der Fans. Auch Adam Silverstein von CBS Sports bezeichnete den Titel als „hässlich“.
Finn Bálor zog sich bei diesem Match eine schwere Schulterverletzung zu, sodass er gezwungen war, den Titel einen Tag später bei Raw wieder abzugeben. Eine Woche später, am 29. August 2016, gewann Kevin Owens  ein Fatal-Four-Way Elimination Match gegen Rollins, Reigns und Big Cass und wurde somit neuer Champion.

### Wechsel zu SmackDown und Titelvereinigung
Bei Crown Jewel am 31. Oktober 2019 gewann der SmackDown-Wrestler Bray Wyatt den Titel, indem er das Falls-Count-Anywhere-Match gegen Seth Rollins für sich entscheiden konnte. Durch den Sieg wechselte die Universal Championship zu SmackDown. Am nächsten Abend wechselte auch die WWE Championship die Shows, nachdem der aktuelle Titelträger Brock Lesnar SmackDown verließ. Bei der SmackDown-Ausgabe vom 15. November 2019 enthüllte Bray Wyatt einen neuen Titelgürtel in Blau. Zusätzlich zur SmackDown-Version des Titelgürtels stellte Bray Wyatt in der SmackDown-Ausgabe vom 29. November eine zweite Version der Meisterschaft für seinen Fiend-Charakter vor. Auf dem zweiten Gürtel ist das Gesicht vom Fiend abgebildet.
Bei WrestleMania 38 am 3. April 2022 besiegte SmackDowns Universal Champion Roman Reigns den amtierenden WWE Champion Brock Lesnar in einem Winner Takes All-Match. Er holte sich beide Meisterschaften und wurde zum Undisputed WWE Universal Champion. WWE hatte das Match als Titelvereinigungsmatch angekündigt. Beide Titel sind jedoch weiterhin unabhängig voneinander aktiv, wobei Reigns beide Titel gemeinsam als Undisputed WWE Universal Championship verteidigt. In der Raw-Folge vom 24. April 2023 gab der Chief Content Officer Triple H bekannt, dass Reigns und seine Undisputed Championship exklusiv zu einer Show gedraftet werden. Anschließend enthüllte Triple H eine neue World Heavyweight Championship für die gegnerische Show vor mit einem ähnlichen Gürteldesign wie der Big Gold Belt, wodurch Raw und SmackDown de facto wieder exklusive Welt-Schwergewichtstitel haben. Während des 2023 Drafts wurde Reigns zu SmackDown gedraftet, wodurch die World Heavyweight Championship exklusiv für Raw wurde. In der Smackdown-Folge vom 2. Juni 2023 überreichte Chief Content Officer Triple H Roman Reigns einen neuen Gürtel, um den Undisputed WWE Universal Championship zu repräsentieren. Es ist derzeit nicht bekannt, ob der neue Gürtel die Abstammung der Universal Championship beibehalten wird oder ob er eine völlig neue Abstammung haben wird.

## Titeldesign

### Roter Gürtel
Der Universal Championship-Gürtel ähnelt im Aussehen dem WWE-Championship-Gürtel (eingeführt im Jahr 2014), mit einigen bemerkenswerten Unterschieden. Wie beim WWE-Championship-Gürtel ist die Mittelplatte ein großer Ausschnitt des WWE-Logos mit Diamanten, die in einer unregelmäßigen siebeneckigen Platte sitzen, aber mit den Worten „Universal Champion“ in Kleinschrift unter dem Logo. Die Mittelplatte wird durch goldene Trennstäbe von den beiden Seitenplatten getrennt. Jede Seitenplatte verfügt standardmäßig über den gleichen abnehmbaren Mittelteil wie die WWE Championship (das WWE-Logo über einer roten Weltkugel), das mit dem Logo des Champions individuell gestaltet werden kann. Der auffälligste Unterschied ist das die Farbe des Gurts auf die Farbe der Show hinweist. Als der Gürtel zum ersten Mal beim SummerSlam 2016 vorgestellt wurde, war der Gurt rot, um seine Exklusivität der Show Raw zu symbolisieren, und die Unterstreichung des WWE-Logos auf der Mittelplatte war schwarz (im Wesentlichen das Gegenteil des WWE-Championship-Gürtels).

### Blauer Gürtel
Nachdem der Titel Ende 2019 exklusiv zu SmackDown wechselte, führte Bray Wyatt eine Variante mit blauem Gurt ein und die Unterstreichung des WWE-Logos wurde von Schwarz in Rot geändert. Zusätzlich zur SmackDown-Version des Gürtels stellte Wyatt in der SmackDown-Folge vom 29. November auch einen Maßgeschneiderte Titelgürtel für seinen „Fiend“-Charakter vor. Der maßgefertigte Gürtel zeigte anstelle der Mittelplatte das Gesicht des Fiends. Die Ausdrücke „Hurt“ und „Heal“ waren in Rot auf einen schwarzen Lederstreifen an den Seiten, anstelle der Seitenplatte, angebracht, während der Riemen des Gürtels selbst aus rotem und schwarzem, abgenutztem Leder mit roten Nähten bestand, die das Gesicht zusammenhielten. Wyatt verwendete sowohl die Standard- als auch die Maßgeschneiderte Version des Titels. Sein Firefly Fun House-Charakter trug den blauen Gürtel, während sein Fiend-Charakter den maßgeschneiderten Gürtel trug.

### Undisputed Gürtel
In der Smackdown-Folge vom 2. Juni 2023 überreichte Chief Content Officer Triple H den Undisputed WWE Universal Champion Roman Reigns einen neuen Gürtel, um den Undisputed Titel zu repräsentieren. Der neue Gürtel weist viele der gleichen Merkmale wie die WWE Championship und die Universal Championship auf, jedoch mit einer goldfarbenen Mittelplatte und dem WWE-Logo bestehend aus schwarzen Diamanten. Am unteren Rand in sehr kleiner Schrift sind die Worte „Undisputed Champion“ eingraviert.

## Regentschaften
Es gab vierzehn Regentschaften zwischen acht Champions und zwei Vakanzen. Finn Bálor war der erste Champion. Brock Lesnar hält mit drei den Rekord für die meisten Regentschaften. Die laufende zweite Regentschaft von Roman Reigns ist mit über 1696+ Tagen die längste Regentschaft, während Bálor mit 22 Stunden die kürzeste Regentschaft hat, da er den Titel aufgrund einer Verletzung, die er sich beim Gewinn zugezogen hatte, aufgeben musste. Reigns hält mit mehr als 1760+ Tagen auch den Rekord für die längste kombinierte Regentschaft. Kevin Owens ist der jüngste Champion, als er ihn im Alter von 32 Jahren und 114 Tagen gewann, während Goldberg der älteste ist, als er den Titel mit 53 zum zweiten Mal gewann.
Roman Reigns ist in seiner zweiten Regentschaft der amtierende Champion. Er gewann den Titel, indem er den früheren Champion Bray Wyatt und Braun Strowman in einem No-Holds-Barred-Triple-Threat-Match bei Payback am 30. August 2020 in Orlando, Florida, besiegte. Nach dem Gewinn der WWE Championship bei WrestleMania 38 am 3. April 2022 gilt Reigns als Undisputed WWE Universal Champion.

### Liste der Titelträger
| #  | Titelträger       | Nr.              | Tage | Datum            | Ort                         | Veranstaltung           | Anmerkung |
| -- | ----------------- | ---------------- | ---- | ---------------- | --------------------------- | ----------------------- | --- |
| 1  | Finn Bálor        | 1                | <1   | 21. August 2016  | New York City, New York     | SummerSlam              | Der Titel wurde exklusiv für Raw eingeführt, nachdem die WWE Championship exklusiv zu SmackDown wechselte. Bálor besiegte Seth Rollins in einem Singles-Match, um den neu eingeführten Titel zu gewinnen. |
| —  | Titel vakant      | —                | —    | 22. August 2016  | New York City, New York     | Raw                     | Finn Bálor legte den Titel aufgrund einer Schulterverletzung nieder. |
| 2  | Kevin Owens       | 1                | 188  | 29. August 2016  | Houston, Texas              | Raw                     | Besiegte Big Cass, Roman Reigns und Seth Rollins in einem Fatal-Four-Way-Elimination-Match um den vakanten Titel. Drittlängste Regentschaft der Titelhistorie. |
| 3  | Goldberg          | 1                | 28   | 5. März 2017     | Milwaukee, Wisconsin        | Fastlane                | |
| 4  | Brock Lesnar      | 1                | 504  | 2. April 2017    | Orlando, Florida            | WrestleMania 33         | Zweitlängste Regentschaft der Titelhistorie. |
| 5  | Roman Reigns      | 1                | 64   | 19. August 2018  | New York City, New York     | SummerSlam              | Am 16. September 2018 löste Braun Stowman erfolglos seinen Money-In-The-Bank-Vertrag ein. |
| —  | Titel vakant      | 22. Oktober 2018 | —    | —                | Providence, Rhode Island    | Raw                     | Roman Reigns legte den Titel aufgrund einer Krebserkrankung nieder. |
| 6  | Brock Lesnar      | 2                | 156  | 2. November 2018 | Riad, Saudi-Arabien         | Crown Jewel             | Besiegte Braun Strowman in einem Singles-Match um den vakanten Titel. |
| 7  | Seth Rollins      | 1                | 98   | 7. April 2019    | East Rutherford, New Jersey | WrestleMania 35         | |
| 8  | Brock Lesnar      | 3                | 28   | 14. Juli 2019    | Philadelphia, Pennsylvania  | Extreme Rules           | Brock Lesnar löste seinen Money-in-the-Bank-Vertrag ein. |
| 9  | Seth Rollins      | 2                | 81   | 11. August 2019  | Toronto, Ontario            | SummerSlam              | |
| 10 | Bray Wyatt        | 1                | 119  | 31. Oktober 2019 | Riad, Saudi-Arabien         | Crown Jewel             | Der Titel wechselte zu SmackDown, nachdem Wyatt, ein Mitglied des SmackDown Rosters, Rollins in einem Falls-Count-Anywhere-Match besiegte. |
| 11 | Goldberg          | 2                | 37   | 27. Februar 2020 | Riad, Saudi-Arabien         | Super ShowDown          | |
| 12 | Braun Strowman    | 1                | 141  | 4. April 2020    | Orlando, Florida            | WrestleMania 36         | |
| 13 | Bray Wyatt        | 2                | 7    | 23. August 2020  | Orlando, Florida            | SummerSlam              | Dies war ein Falls Count Anywhere Match. |
| 14 | Roman Reigns      | 2                | 1316 | 30. August 2020  | Orlando, Florida            | Payback                 | Dies war ein Triple Threat No Holds Barred Match, an dem auch Braun Strowman beteiligt war. Am 3. April 2022 bei WrestleMania 38 besiegte Reigns Lesnar, um die Universal Championship mit der WWE Championship zu vereinen, und wurde so zum Undisputed WWE Universal Champion. Beide Titel blieben jedoch unabhängig voneinander aktiv. Längste Regentschaft der Titelhistorie. |
| —  | Titel eingestellt | —                | —    | 07. April 2024   | Philadelphia, Pennsylvania  | WrestleMania XL Night 2 | Nach Reigns’ Niederlage gegen Cody Rhodes wurde der Titel zugunsten der Fortführung der WWE Championship eingestellt. |

## Regentschaften – absolut

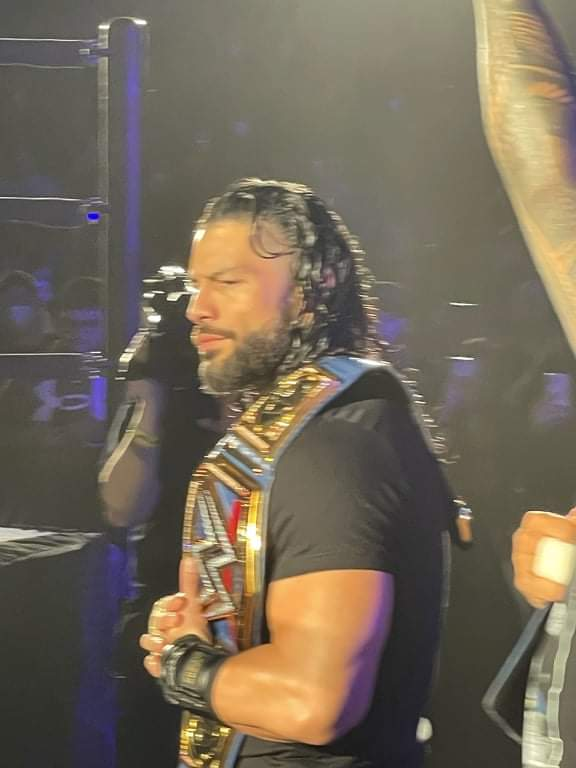
Roman Reigns hielt den Titel zweimal für insgesamt 1380 Tage.

| # | Titelträger    | Nr. | Tage |
| - | -------------- | --- | ---- |
| 1 | Roman Reigns   | 2   | 1380 |
| 2 | Brock Lesnar   | 3   | 688  |
| 3 | Kevin Owens    | 1   | 188  |
| 4 | Seth Rollins   | 2   | 178  |
| 5 | Braun Strowman | 1   | 141  |
| 6 | Bray Wyatt     | 2   | 126  |
| 7 | Goldberg       | 2   | 65   |
| 8 | Finn Bálor     | 1   | <1   |